# Dancing Barefoot
Dancing Barefoot — пісня групи Патті Сміт, випущена 1979 року. Вийшла в альбомі Wave, а також як сингл.
Ця пісня потрапила до списку 500 найкращих пісень усіх часів за версією журналу Rolling Stone
фоагмент пісніⓘ